# Łokomotiw Mezdra
Łokomotiw Mezdra (bułg. ПФК Локомотив (Мездра)) – bułgarski klub piłkarski z siedzibą w Mezdrze.

## Historia
Chronologia nazw:
- 1929–1930: Lewski Mezdra (bułg. "Левски" Мездра)
- 1930–1944: Ticza Mezdra (bułg. "Тича" Мездра)
- 1945–1950: Łokomotiw Mezdra (bułg. "Локомотив" Мездра)
- 1950–1957: Dinamo Mezdra (bułg. "Динамо" Мездра)
- 1957–1963: Dinko Petrow Mezdra (bułg. "Динко Петров" Мездра)
- 1963–1973: Łokomotiw Mezdra (bułg. "Локомотив" Мездра)
- 1973–1978: ŻSK-Metałurg Mezdra (bułg. "ЖСК-Металург" Мездра)
- od 1978: Łokomotiw Mezdra (bułg. "Локомотив" Мездра)

Klub został założony w 1929 roku pod nazwą Lewski Mezdra. W 1932 startował w rozgrywkach mistrzostw Bułgarii.
W 2008 zajął pierwsze miejsce w II lidze bułgarskiej i zdobył awans do A PFG.

## Sukcesy
- 9 miejsce w I lidze bułgarskiej (najwyższe w historii): 2008/2009
- ćwierćfinalista Pucharu Bułgarii: 1946

## Stadion
Stadion Łokomotiw w Mezdrze może pomieścić 5 tys. widzów.